# Winfried Anslinger

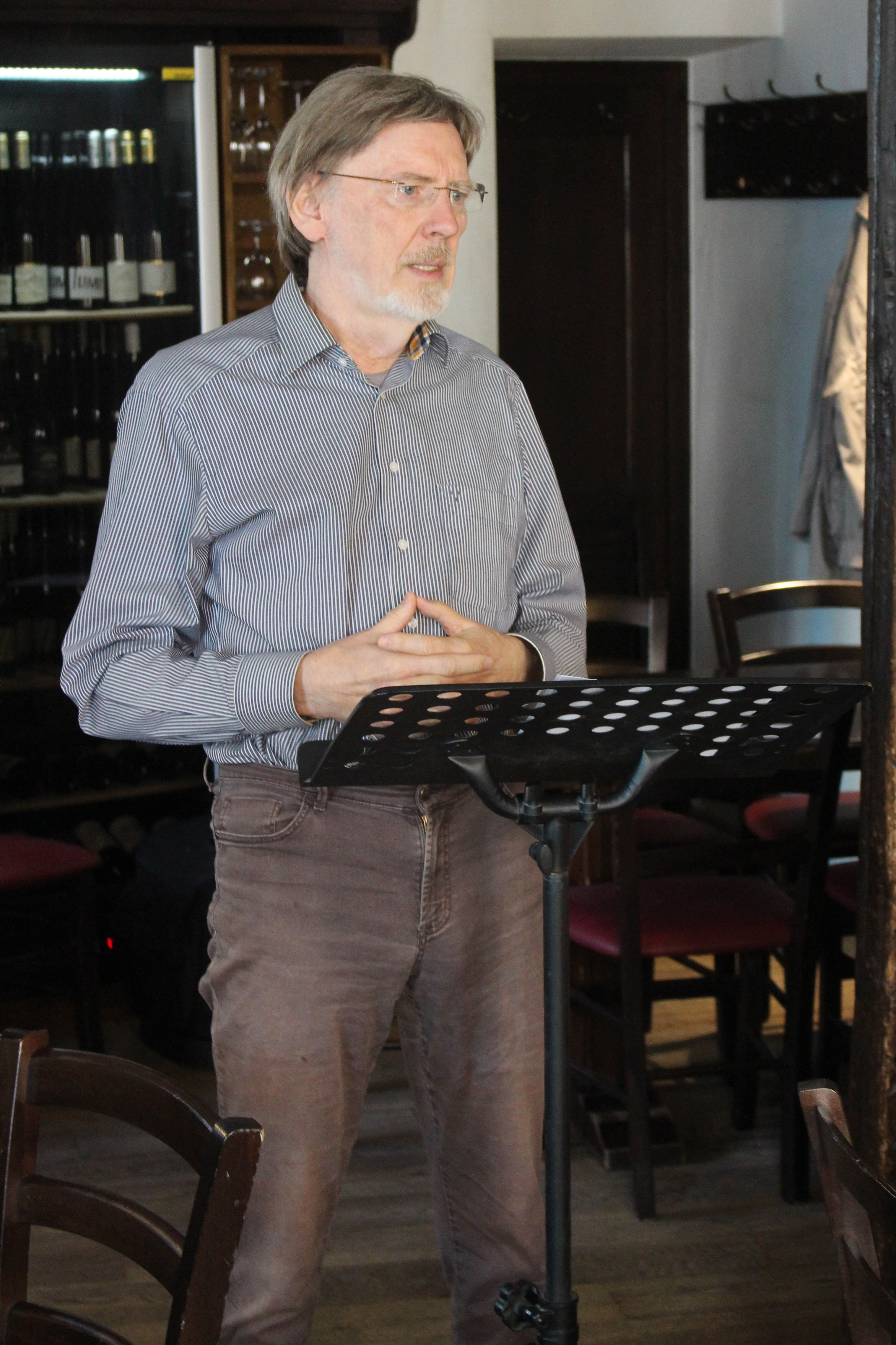
Winfried Anslinger, 2021 in Kaiserslautern

Winfried Anslinger (* 11. August 1951 in Ludwigshafen) ist ein deutscher evangelischer Theologe, Kommunalpolitiker und Autor.

## Leben
Winfried Anslinger besuchte das Max-Planck-Gymnasium Ludwigshafen. In dieser Zeit spielte er zeitweise in einer Band und trat in einem Laientheater auf. In Heidelberg studierte er evangelische Theologie, Psychologie, Philosophie und Volkswirtschaftslehre. Er engagierte sich an der Universität im AStA. Zur Zeit der späten 68er wurde er Mitglied im Studierendenparlament und in Selbstverwaltungsgremien der Universität. 1977 war er Studentenparlamentspräsident. 1979 und 1981 legte er seine theologischen Examina ab und wurde auf eine Pfarrstelle in Homburg berufen, wo er mehr als 30 Jahre lang als Seelsorger tätig war.
Erneut wurde Anslinger ab 1981 in der Friedensbewegung politisch aktiv, wo er Sprecher einer Bürgerinitiative war. Danach engagierte er sich für die Naturschutz- und Umweltbewegung. Er wurde Mitgründer der Homburger Grünen und des örtlichen NABU. Nach der Atomkatastrophe von Tschernobyl gründete er mit Freunden die „Energiewende Saarland e.V.“. In Homburg wurde er in den Stadtrat gewählt, zeitweilig war er Beigeordneter. Er kandidierte mehrfach bei Landtags- und Bundestagswahlen, zuletzt 2009, im Wahlkreis Homburg. Aktuell (2024) ist er (Mit)sprecher der Energiewende Saarland e.V., Vorsitzender des NABU Homburg, Mitglied des Stadtrats Homburg und Aufsichtsrat der Stadtwerke Homburg GmbH. 
Er verfasste seit 2006 sechs Bücher und zahlreiche Beiträge in literarischen Zeitschriften und Anthologien. Er ist Mitglied im Literarischen Verein der Pfalz und im VS. Er schreibt Romane, Erzählungen und Beiträge zu philosophischen und theologischen Themen. 
Anslinger ist seit 1982 mit der Gynäkologin Ursula Pfeiffer-Anslinger verheiratet, welche im Homburger Frauenkabarett spielt. Sie haben fünf erwachsene Kinder.
Er lebt in Homburg/Saar.

## Werke
- Schafland. Regionalkrimi. Unter dem Pseudonym Gabriel Hermes. Eigenverlag 2019. ISBN 978-1-795693-08-0.
- Evolution oder Schöpfung?. Oldib Verlag 2017. ISBN 978-3-939556-59-6.
- Lutherturm. Erzählungen. Design Pavoni Verlag 2016. ISBN 978-3-942199-17-9.
- Beitrag in: Kindheitsträume. Pfälzer Autorinnen und Autoren erinnern sich. Wellhöfer Verlag 2023 ISBN 978-3-95428-300-2
- Beitrag in: SchreibOrte - wo Literatur entsteht. Rhein-Mosel 2014 Kindle, ISBN 978-3-89801-825-8.
- Windsbraut: Neue Geschichten aus Dreiviertelland (Edition Schrittmacher). Rhein-Mosel 2010. ISBN 978-3-89801-226-3.
- Schmidt & Sohn. Roman. Design Pavoni Verlag 2010. ISBN 978-3-942199-23-0.
- Wassermusik für Frau Bercelius: Geschichten aus Dreiviertellland. Echo 2006. ISBN 978-3-924255-23-7.
- weitere Erzählungen und Beiträge u. a. in: Chaussee, Neue literarische Pfalz, Streckenläufer, Pfälzisches Pfarrerblatt

## Nachweise
1. ↑  NABU: NABU-Gruppen vor Ort. Abgerufen am 12. April 2021.
2. ↑  Winfried Anslinger – Literaturland Saar. Abgerufen am 12. April 2021.
3. ↑  Saarbrücker Zeitung: Pfarrer und Politiker: Winfried Anslinger wird 60 Jahre alt. 10. August 2011, abgerufen am 12. April 2021.
4. ↑  Anslinger, Winfried. Abgerufen am 12. April 2021.

| Personendaten    | Personendaten                           |
| ---------------- | --------------------------------------- |
| NAME             | Anslinger, Winfried                     |
| KURZBESCHREIBUNG | deutscher Theologe, Politiker und Autor |
| GEBURTSDATUM     | 11. August 1951                         |
| GEBURTSORT       | Ludwigshafen                            |